# Hapona tararua
Hapona tararua là một loài nhện trong họ Toxopidae.
Loài này thuộc chi Hapona. Hapona tararua được miêu tả năm 1970 bởi Raymond Robert Forster.